# عبدل أباد (ملكان)
عبدل أباد هي قرية في مقاطعة ملكان، إيران. عدد سكان هذه القرية هو 202 في سنة 2006.